# Strniščnice
Strniščnice (znanstveno ime Stropharia) so rod gliv iz družine strniščark (Strophariaceae).

## Seznam strniščnic Slovenije[3]
- zelenkasta strniščnica (Stropharia aeruginosa)
- bleščeča strniščnica (Stropharia albonitens)
- modrikasta strniščnica (Stropharia caerulea)
- orjaška strniščnica (Stropharia eximia)
- skandinavska strniščnica (Stropharia hornemannii)
- lepljiva strniščnica (Stropharia inuncta)
- črnotrosna strniščnica (Stropharia melanosperma)
- travniška strniščnica (Stropharia pseudocyanea)
- kukmakova strniščnica (Stropharia rugosoannulata)